# Microdebilissa bipartita
Microdebilissa bipartita är en skalbaggsart som beskrevs av Maurice Pic 1925. Microdebilissa bipartita ingår i släktet Microdebilissa och familjen långhorningar. Inga underarter finns listade i Catalogue of Life.